# Stenocybe nitida
Stenocybe nitida är en lavart som först beskrevs av Jean François Montagne, och fick sitt nu gällande namn av Roger Heim. Stenocybe nitida ingår i släktet Stenocybe och familjen Mycocaliciaceae.   Inga underarter finns listade i Catalogue of Life.